# Fluctuacions primordials
Les fluctuacions primordials són variacions de densitat en l'univers primitiu que es consideren les llavors de tota estructura a l'univers. Actualment, l'explicació més àmpliament acceptada pel seu origen es troba en el context de la inflació còsmica. Segons el paradigma inflacionista, el creixement exponencial del factor d'escala durant la inflació va fer que les fluctuacions quàntiques del camp inflat s'estiressin a escales macroscòpiques i, en sortir de l'horitzó, "congelar-se". En les etapes posteriors de la dominació de la radiació i la matèria, aquestes fluctuacions van tornar a entrar en l'horitzó, i així van establir les condicions inicials per a la formació d'estructures.
Les propietats estadístiques de les fluctuacions primordials es dedueixen de les observacions d'anisotropies en el fons de microones còsmic i de les mesures de la distribució de la matèria.